# Uchwalenie Konstytucji 3 maja
Uchwalenie Konstytucji 3 maja – obraz olejny namalowany przez polskiego malarza i rysownika Kazimierza Wojniakowskiego w 1806 roku, znajdujący się w zbiorach Muzeum Narodowego w Warszawie.

## Opis
Obraz został namalowany na zamówienie Stanisława Małachowskiego, marszałka Sejmu Czteroletniego, w czasie kiedy działalność cesarza Napoleona I dawała nadzieję na odrodzenie państwowości polskiej.
Obraz przedstawia uroczystość uchwalenia Konstytucji 3 maja, odbytą w Sali Senatorskiej na Zamku Królewskim w Warszawie. Król Stanisław August Poniatowski siedzi pod baldachimem, a przed nim umieszczone są miejsca dla ministrów i marszałka sejmu. Z obu stron tronu przygotowano krzesła dla senatorów, a za nimi ławy dla posłów. Publiczność na galerii obserwuje obrady. Postacie przedstawione na obrazie mają indywidualne cechy, stąd dzieło ma charakter portretu zbiorowego.